# Canne de combat

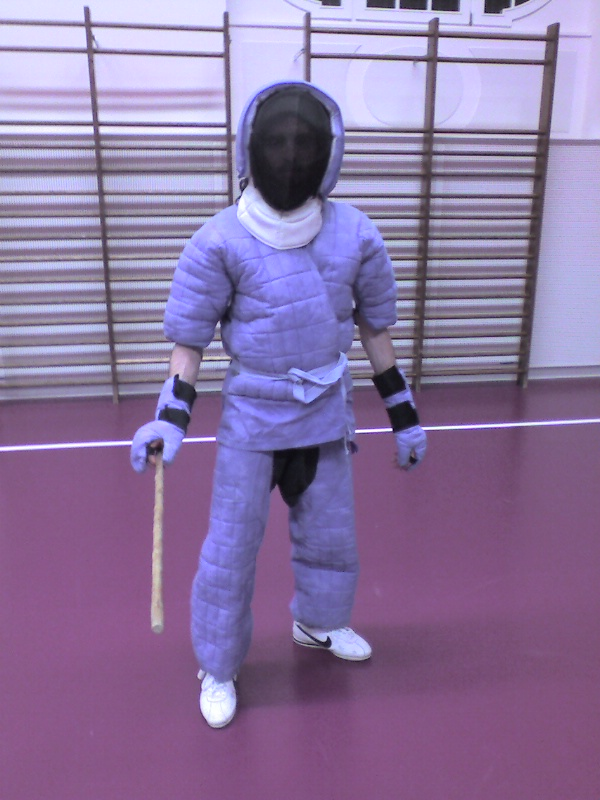
Um lutador com a vestimenta típica do Canne de combat.

Canne de combat é uma arte marcial francesa, bastante similar com a esgrima, só que, ao invés de espadas, os atletas lutam com uma espécie de bengala (aqui chamada de canne). Canne de combat foi padronizado na década de 1970 para a competição esportiva por Maurice Sarry. O canne é muito leve, feito de madeira de castanheiro e levemente cônico. Um traje acolchoado e uma máscara de esgrima são usados para proteção.
Esta arte marcial é um produto da história e cultura francesa. Desenvolveu-se no início do Século XIX como uma disciplina de autodefesa e foi particularmente usada por cavalheiros burgueses da classe alta em grandes cidades inseguras, como Paris.
A modalidade foi disputada apenas na Olimpíada de Paris 1924 como um esportes de demonstração. No World Combat Games de 2013, o canne de combat foi um dos eventos do Savate.

## Na Cultura Popular
- Gérard Depardieu usa técnicas do Canne de combat no filme Vidocq - O Mito, de 2001, para lutar contra o "alquimista".
- O filme Arsène Lupin, de 2004, contém um pouco de canne e savate.
- O filme Les Brigades du Tigre contém cenas de canne e savate.
- Patrick Macnee fez treinamento em canne de combat por seu papel como John Steed na série de TV dos anos 1960, Os Vingadores. No entanto, na série, ele aparece usando principalmente um guarda-chuva, não uma bengala, como arma.
- Na série americana Elementary, o ator principal, Jonny Lee Miller, costuma treinar com um canne.